# 粵韻
粵韻，是以粵語音韻為基礎，把中文字以粵語韻母分列出來。
粵語原來跟今天的國語（普通話）在中國境內的流通性不相伯仲，隨著北京的普通話被選定為國語後，普通話逐漸普及並流行全國，致使無論是傳統的印刷工具，以至現代的電子工具（如電子字典）和網上工具大多都以普通話發音為基礎，但對於說開白話（現時一般稱「廣東話」或「廣州話」）的廣東人來說，在寫文章（尤其是文學性較重的詩、詞、曲、賦、對聯等）仍需要這樣的工具。
一個字的粵音由聲母、韻母和聲調三部份共同構成，其中聲母19個，韻母53個，聲調9個。

標準廣州粵音韻母分單純韻母、複合韻母、帶促音的韻母、促音韻母和自成音節韻母五類。現分列韻母如下：

- 單純韻母（七個韻） - 呀、衣、烏、些*、靴*、於、痾 （均為開放性長音，亦可視為元音韻母）

- 複合韻母（十個韻） - 唉、拗、翳、歐、卑*、腰、澳、哀、虛*、隈（均為拗音，主要有拗i 音和拗u 音兩類，另加上一個拗y 音的œy，共三類）

- 韻尾帶鼻音韻母（三組合十七韻），分別以m（鼻唇音）、n（清鼻音）和ŋ（濁鼻音）為收音的三組。以m 收音的有啱、庵、淹；以n 收音的有晏、奀、咽、安、津*、換*、鴛；以ŋ 收音的有罌、鶯、聽*、英*、盎、央*、甕。

- 促音韻母（三組合十七韻），分別以p（唇促音）、t（舌促音，以舌面促音） 和k （喉促音）為收音的三組。以p 收音的有鴨、急(嗡)、葉；以t 收音的有壓、不*、熱、喝*、率*、活、月；以k 為收音的有軛、厄、隻*、益、惡、腳*、屋。（均為入聲字，它們的平、上和去聲均是以m 、n 或ŋ來 收音的）

- 以鼻發音韻母（鼻音獨立韻母）（二個韻） - 唔、吳

除上開53韻外，尚有 ɛu (掉)*、 ɛm (舐)* 和 ɛp (夾)*三個韻，但祇存在於粵語口語中。（*借韻，其本音無字可表。）
以下將中文字按韻母作出分列，再在同一的韻母字裏按聲母和聲調分列，音標則使用粵語寬式國際音標。有些字並沒有特別的意義，主用作名稱如民族、姓氏、地名、水(河)，或用作這些名稱時有特別的讀法，在緊接那些字後會用括弧()括著族、姓、地或水以表之。

## 單純韻母

### 呀韻（a）
下、夏、丫、鴉、乂、艾、乍、炸、也、亞、阿、他、它、伢、牙、佤(族)、瓦、伽、加、侉、夸、佗、詫、

b1：
b2：
b3：
b4：
b6：
p1：
p2：
p3：
p4：
m1：
m2：
m3：
m4：
m5：
m6：
f1：
f3：
d1：
d2：
d3：
t1：
n1：
n2：
n4：
n5：
l1：
l2：
l3：
l4：
l5：
l6：
g1：
g2：
g3：
k1：
ng1：
ng2
ng3
ng4
ng5
ng6
h1：
h2
h4
h5
h6
gw1
gw2：
gw3
kw1：
kw2
kw3
w1：
w2
w4
s5
w6
dz/z1：
dz/z3
ts/c1：
ts/c3
ts/c4
s1
s2
j1：
j5
j6

### 衣韻（i）
衣、伊、之、支、事、士、仕、侍、二、異、佴、仔(細)、子、姊、伺、自、似、恃、侈、此、使、史、試、佽、次、

### 烏韻（u）
乎、符、互、戶、仆、付、父、伕、呼、夫、估、古、故

### 些韻 （ɛ）
且、扯、咩、些、賒、伽、茄、佘、蛇

### 於韻（y）
主、乳、羽、予、余、俞、于、迂、以、已、耳、矣、佇、柱、住、箸、侏、朱、珠、豬

### 痾韻（ɔ）
仡(佬族)、哥、伙、火、佐、助、何、河、佗、陀

## 複合韻母

### 唉韻（ai）
乃、迺、奶、乖、拐、介、戒、价、佳、皆

### 拗韻（au）
久、九、交、郊、佼、狡

### 翳韻（ɐi）
世、細、仔、濟、位、胃、低、帝、例、勵、佹、軌、

### 歐韻（ɐu）
丑、醜、丘、休、九、久、仇、酬、愁、仉、求、球、佑、又、侑、右、侔、謀、牟、侯、喉、篌、猴、目侯、米侯、鍭、餱、

### 卑韻（ei）
丕、披、乩、基、亓、奇、亹、尾、仳、鄙、企、其、琪、棋、旗、祈、伎、忌、技、你、里、妳、

### 腰韻（iu）
丟、刁、了、鳥、佻、挑、

### 澳韻（ou）
佈、布、報、佬、老、侮、母、拇、姆、武、女武、王武、碔、鵡、舞、冇、無、嫵、廡、憮、膴、姥、

### 哀韻（ɔi）
丐、概、亥、害、代、待、來、佴（姓）、耐、內、外、

### 虛韻（œy）
侶、呂、累、鋁、郘、壘、儡、癗、蕾、縷、褸、屢、漯、旅、膂、裏、磊、履、

### 隈韻（ui）
佩、配

## 韻尾帶鼻音韻母

### 啱韻（am）
三、衫、仨、

### 庵韻（ɐm）
乓、泵、今、甘、任、賃、侵、駸、尋、沉、撏、潯、燖、鱘、魚覃、浸

### 淹韻（im）
佔、尖、佝、溝

### 晏韻（an）
b
p
m
f
d1：丹、單、殫、簞、鄲
d2：蛋、彈、旦
d3：誕、旦、癉
d6：但、彈、憚、蜑、蛋
t
n
l
g
k
ng
h
gw
kw
w
dz/z
ts/c
j

m6：萬、慢、

kw3：丱、慣、亶、
坦、但、憚、彈、

### 奀韻（ɐn）
云、雲、人、仁、仞、刃、伸、辛

### 咽韻（in）
丏、免、乾、虔、仟、千、遷、仙(僊)、先、件、健、佃、電、田

### 安韻（ɔn）
乾、肝、侃、罕

### 津韻（œn）
侖、輪、

### 換韻（un）
亹、門、伴、叛、

w4：爰、援、媛、湲、緩、蝯

y6：縣

ch1：椿、春

### 鴛韻（yn）
j2：元、丸、苑、園

j4：元、完、刓、岏、沅、芫、員、圓、圜、園、隕、袁、猿、轅、原、源、嫄、螈、沿、鉛、緣、櫞、蝝、懸、玄、弦、黿、堧、壖、洹(水)

串、寸、亂、聯、佺、全

ts4：椽、

### 鶯韻（ɐŋ）
亙、梗、亨、鏗、份、焚、

### 英韻（iŋ）
丁、叮、仃、丙、炳、丞、成、並、併、乒、娉、兵、乘、盛、井、整、京、經、亭、廷、仍、刑、令、另、伶、零、

### 盎韻（ɔŋ）
乓、旁、亡、忙、亢、抗、仿、訪

### 央韻（œŋ）
上、尚、象、丈、仗、享、嚮、亮、諒、仰、養、佯、羊、洋、徉、烊、昜、陽、揚、楊、瘍、颺、、暘、煬、禓、
鍚、勷、瀼、欀、攘、禳

### 甕韻（uŋ）
貢、中、宗、豐、風、楓、仝、同、仲、頌、佟、同、佣、擁、侗(族)、洞、同、供、公、

## 促音韻母

### 急(嗡)韻（ɐp）
什、十、甚

### 不韻（ɐt）
不、日、佚、一、七、漆、畢、乏、佛、伐、乜、乞、仡(仡勇夫)、兀、佶、吉、

### 月韻（yt）
乙、

### 軛韻（ak）
伯、百、佰

### 厄韻（ɐk）
仂、勒、仄、側

### 益韻（ik）
亟、激、亦、液、

### 惡韻（ɔk）
亳、博、作、昨
l8：洛(水)

### 屋韻（uk）
亍、束、木、牧、目、伏、服、

g9：侷、局、焗、挶、跼、喔、

## 以鼻發音韻母（鼻音獨立韻母）

### 吳韻（ŋ）
午、五、伍、仵、

### 其他
關於濁鼻音œŋ 韻（疆韻）在現今的廣府人日常的發音中又有輕濁鼻音和典型(重)濁鼻音之分，如香、鄉、享、向、傷、想、相、常、上、尚的濁鼻音都發得很輕，與清鼻音的œn韻（津韻）很相近，與典型(重)濁鼻音如疆、強、鏹、窗、搶、唱、良、兩、亮等有一定分別